# 윈터스 (텍사스주)

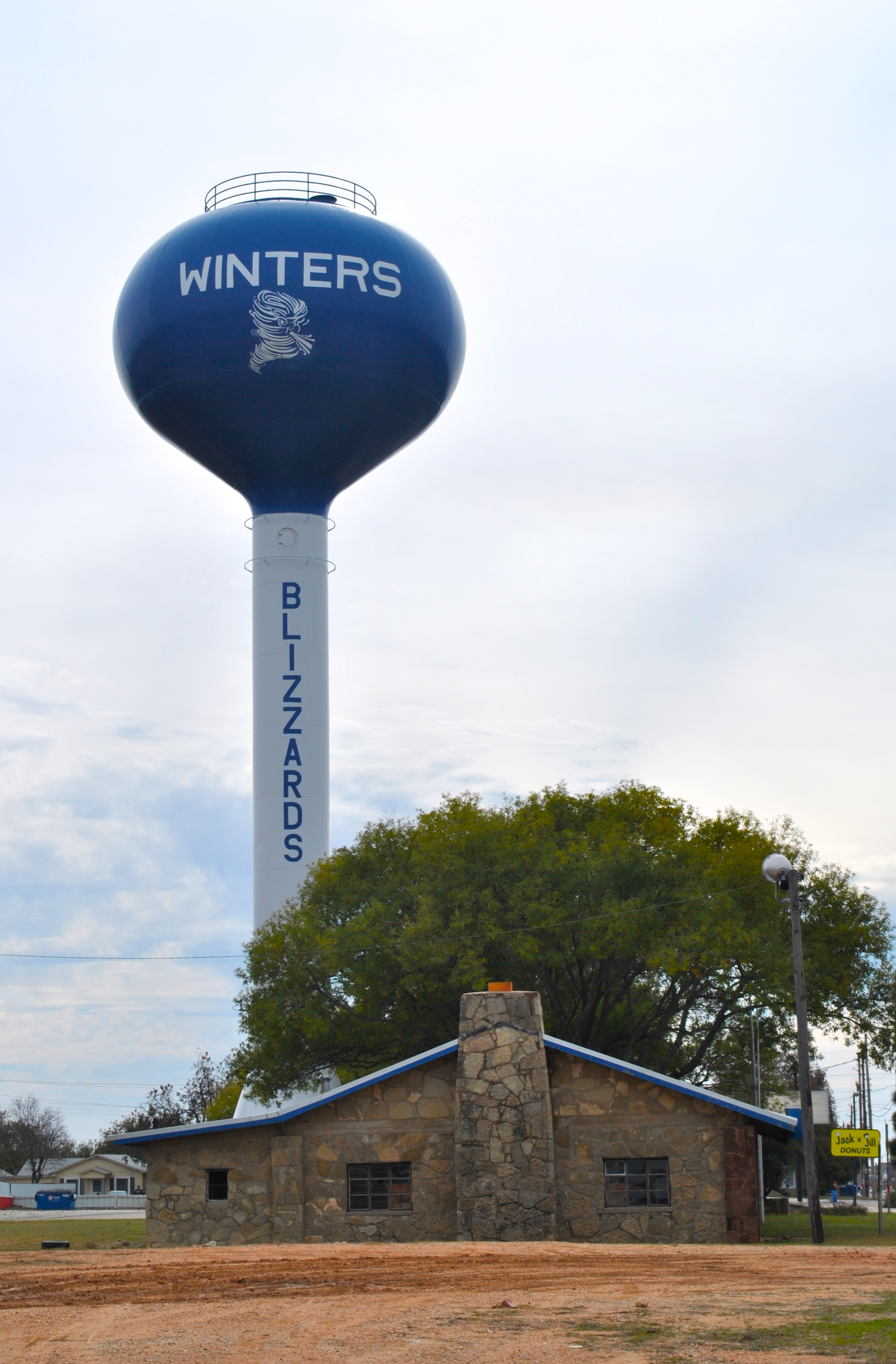
미국 텍사스주 윈터스.

윈터스(Winters)는 미국 텍사스주 러널스군에 있는 도시이다. 인구는 2010년 미국 인구 조사 기준 2,562명이다.